# تيتانيك 2
سفينة تيتانيك 2 هي عابرة محيط منتظمة مقصود أن تكون النسخة المماثلة في العصر الحديث لتايتنيك. ومن المقرر ان يكون للسفينة الجديدة حموله إجماليه تبلغ 56,000، بينما تقاس السفينة الاصليه بحوالي 46,000 طنا من السجلات الإجماليه. وتم الإعلان عن هذا المشروع من قبل المليونير الأسترالي كلايف بالمر في نيسان/أبريل 2012 كرائد لشركه النجمة الزرقاء.

## مشاريع سابقة
وكان الموعد النهائي المتوقع كان في 2016 تم تأجيلة إلى 2018 ومن ثم 2022 اعتبارا من أكتوبر 2018، استؤنف تطوير المشروع بعد سنوات من التوقف 
وقد تم التعرف على مايسمى مفهوم نسخه طبق الأصل من تيتانيك عده مرات، وخاصه بعد عوده الاهتمام بعد إطلاق فيلم جيمس كاميرون في 1997، وكان المشروع ا الممتد على نطاق واسع أن رجل الأعمال الجنوب أفريقي Sarel Gous في.بدأ مشروع جنوب أفريقيا في عام 1998، وكان هذا المشروع أحد الموضوعات في مجلة Popular Mechanics في سبتمبر من ذلك العام. ناقشت المقالة التغييرات التي طرأت على التصميم الأصلي المطلوب لإنتاج سفينة آمنة واقتصاديَة، وخلصت المقالة إلى انه على الرغم من ان المشاريع المختلفة لبناء التايتنك ستكلف ما بين 400 و 600 مليون دولار، الا انها يمكن ان تكون مجديه اقتصاديا. على الرغم من أنه كان ينوي في الأصل بناء السفينة في ديربان، قدم جوس اقتراحه البالغ 500 مليون جنيه إسترليني إلى مجلس مدينة بلفاست في يونيو 2000. كلف المصمم أولسن بتصميم السفينة، وقدم المشورة من هارلاند وولف للخدمات الفنية اللذان قاما بإعداد دراسة جدوى. ، و Callcott Anderson للتصاميم الداخلية. في نوفمبر 2000، وفي نوفمبر 2000، بدأ محاولاته لجمع راس المال، بما في ذلك من خلال المنح الحكومية وتعويم سوق الأوراق المالية. وبعد توقيع اتفاقيه مع شركه مصرفيه استثماريه مقرها موناكو، ادعت غاوس ان البناء سيبدأ في هارلاند ووولف في غضون تسعه أشهر. تم تغير التصميم عدة مرات ومرارًا وتكرارًا، مع مواصفات جديدة كالقدرة علي استيعاب 2,600 الركاب، والخطط المتباينة بشكل دائم لوجود لمهبط للطائرات الهليكوبتر، وحمامات السباحة والمراقصو في نهاية المطاف. في 2006، بعد الفشل المتكرر في تامين الاستثمار، تم التخلي عن المشروع.

## مرحلة التصميم
وأعلن كلايف بالمر المشروع للمرة الأولى في مؤتمر صحفي في 30 ابريل 2012, بعد توقيع مذكره تفاهم مع الدولة المملوكة للدولة بناء السفن CSC جينلينج قبل عشره أيام. في 19 يونيو-حزيران، أعلنت هو كان ان فنلندية بحريه هندسه معمارية شركه دلتمرين محدوده تلقي يكون كلفت ان يقوم التصميم من السفينة، وفي 17 يوليو-تموز نشرت ترتيبات أولية عامة.
في أكتوبر-تشرين الأول 2012, أعلن خط بلو ستر أن خبير التايتنك ستيف هول قد تم تعيينه كستشاري يتصميم ومؤرخ للمشروع، وان دانييل كليستونر تم تعيينه كخبير داخلي للتصمم واستشاري مؤرخ، وكان klistorner سابقا شارك في تأليف الكتب مثل تايتنيك: السفينة الرائعة وتايتنيك في الصور الفوتوغرافية، وقدم عرضًا فنيًا في أزاحه الستار عن التصاميم في نيويورك، وأعلن أنه سيتم تشكيل مجلس استشاري لتقديم «اقتراحات وتوصيات لخط النجمة الزرقاء لضمان تصميم تيتانيك ثانيه بشكل مناسب وباحترام يدفع إجلالا لتيتانيك، وطاقمها والركاب.» تيري الذي يكون ابن شقيق كبير من وايت ستار رئيس الخط، وسيكون عضوًا في مجلس الاداره، وكذلك هيلين، حفيده كبيره من الناجيين من سفينة التيتانيك مارغريت «مولي» براون.
```
تم الكشف عن تصميم تيتانيك الثاني في جميع انحاء العالم في 
ماكاو
 (
الصين
)، 
نيويورك
 (
الولايات المتحدة
)، 
هاليفاكس
 (
كندا
)، 
لندن
 
وساوثهامبتون
 (
المملكة المتحدة
). وكان الحدث الاحتفالي في نيويورك هو الإطلاق العالمي الرسمي، وقد عقد علي متن السفينة التي كانت في في مدينه نيويورك في 26 شباط/فبراير 2013و أقيم حفل العشاء في لندن (المملكة العربية البريطانية) في متحف 
التاريخ الطبيعي
 في 2 مارس، ورافقه عرض للعناصر التي تم انتشالها من تيتانيك. وكان هناك أيضا وجبه الإفطار التي عقدت في ساوثمبتون في 13 مارس.
[
10
]
[
11
]
```

وفي 16 نيسان/أبريل 2013 أعلن أنه قد تم التعاقد مع الشركة لمرحله وضع المشروع، وسيكون مسؤولَا عن تنسيق مختلف الأطراف المشاركة في المشروع، بما في ذلك بناء السفن والمهندسين المعماريين ومصممي الديكور الداخلي والعمليات المديرين. اكتملت دراسة الجدوى، وكانت مرحله تطوير المشروع مستمرة. وكان من المتوقع توقيع عقد في آذار/مارس 2014.